# Pseudotraulia
Pseudotraulia is een geslacht van rechtvleugeligen uit de familie veldsprinkhanen (Acrididae). De wetenschappelijke naam van dit geslacht is voor het eerst geldig gepubliceerd in 1980 door Laosinchai & Jago.

## Soorten
Het geslacht Pseudotraulia  is monotypisch en omvat slechts de volgende soort:
- Pseudotraulia cornuata (Laosinchai & Jago, 1980)